# Варни, Рег
Рег Варни (англ. Reg Varney; 11 июля 1916, Кеннинг Таун, Большой Лондон — 16 ноября 2008, Budleigh Salterton, Юго-Западная Англия) — английский актёр-комик театра, кино и телевидения, менее известен как сценарист, пианист, певец, мемуарист и художник.

## Биография
Реджинальд Альфред Варни родился 11 июля 1916 года в лондонском районе Кэннинг-Таун. Отца звали Сидни Томас, он был рабочим на заводе по производству автомобильных шин; мать — Энни, у него было четверо братьев и сестёр: Сид, Белла, Дорис и Стэнли. В 14 лет подросток бросил школу и начал работать посыльным и коридорным в отеле «Реджент Палас». В детстве Варни учился игре на пианино, поэтому также подрабатывал музыкальными выступлениями в клубах для рабочих, пабах, кинотеатрах ABC Cinemas; пробовал себя как певец. В 1938 году Варни впервые появился на сцене: в театре «Ветряная мельница» он исполнил сольный номер игры на пианино.
С началом Второй мировой войны Варни был призван в армию, служил в Корпусе королевских инженеров на Дальнем Востоке, однако фактически был военным актёром, дававшим представления для военнослужащих. Демобилизовавшись в 1947 году, Варни продолжил карьеру сценического комика, играл в мюзик-холлах, в приморских курортных городках, в 1948 году впервые появился в телефильме, в 1952 году — в кинофильме. С 1961 года начал сниматься регулярно, и за 15 лет появился в примерно 27 кино- и телефильмах и телесериалах.
27 июня 1967 года в лондонском районе Энфилд заработал первый в мире банкомат по выдаче наличных денег. Известного актёра, к тому же жившего неподалёку, в рекламных целях пригласили на фотосъёмку первого в мире снятия наличных через банкомат.
В 1976 году Варни практически завершил актёрскую карьеру. Он работал конферансье на круизных судах, путешествовал с концертными турами в Австралию и Новую Зеландию.

### Здоровье, поздние годы и смерть
В 1965 году Варни перенёс инфаркт миокарда, в 1981 году — ещё один, более серьёзный. Затем он заразился тяжелой вирусной инфекцией, которая в течение трех лет затрудняла ему работу. В 1989 году он перенес инсульт. После этого он с женой переехал в городок Бадли-Солтертон в Восточном Девоне. В 2002 году супруга скончалась, и 86-летний актёр стал жить один. Впечатлённый местными пейзажами, он начал писать картины, причём настолько удачно, что некоторые из них даже выставлялись в Лондоне. Вскоре он переехал в дом престарелых, где и скончался 16 ноября 2008 года от инфекции грудной клетки. На момент смерти у него оставались дочь, двое внуков и один правнук.

### Личная жизнь
1 октября 1939 года Варни женился на девушке по имени Лилиан Эмма Флавелл (1915—2002). Пара прожила вместе 63 года до самой смерти жены 4 ноября 2002 года. От брака остался один ребёнок — дочь Джинн (род. 1949; после замужества взяла фамилию Марли).

## Дискография
- 1972 — This Is Reg Varney On The 88's at Abbey Road[4]
- 1973 — Reg's Party - Reg Varney Plays And Sings
- 1976 — A Variety of Varney

## Избранная фильмография

### Широкий экран
- 1952 — Мисс Робин Гуд[англ.] / Miss Robin Hood — Деннис
- 1965 — Сладкая жизнь солдата Джо[англ.] / Joey Boy — Кролик Мэлоун
- 1966 — Великое ограбление поезда в Сент-Триниан[англ.] / The Great St Trinian's Train Robbery — Гилберт
- 1971 — На автобусах[англ.] / On the Buses — Стэн Батлер, водитель автобуса
- 1972 — Мятеж на автобусах[англ.] / Mutiny on the Buses — Стэн Батлер, водитель автобуса
- 1972 — Сделайте дубль[англ.] / Go for a Take — Уилфред Стоун
- 1973 — Отпуск на автобусах[англ.] / Holiday on the Buses — Стэн Батлер, водитель автобуса

### Телевидение
- 1961—1963 — Торговля тряпками[англ.] / The Rag Trade — Рег Тёрнер (в 36 эпизодах)
- 1966 — 10-й отдел Скорой помощи[англ.] / Emergency Ward 10 — Гарри Биннс (в 2 эпизодах)
- 1966 — Комедийный театр[англ.] / Comedy Playhouse — Гарри Батт (в эпизоде Beggar My Neighbour)
- 1969—1973 — На автобусах / On the Buses — Стэн Батлер, водитель автобуса (в 68 эпизодах)
- 1979 — Доска[англ.] / The Plank — мойщик окон

### В роли самого себя
- 1970—1971, 1976, 1978, 1981—1982, 1992, 1995 — Это ваша жизнь[англ.] / This Is Your Life (в 8 выпусках)
- 1990 — Воган[англ.] / Wogan (в выпуске #10.28)